# صالح‌آباد (خراسان رضوی)
صالح‌آباد با نام تاریخی زورآباد شهری در استان خراسان رضوی و مرکز شهرستان صالح‌آباد است.

## جمعیت
برپایه سرشماری عمومی نفوس و مسکن در سال ۱۳۹۵ جمعیت این شهر ۸٬۶۲۵ نفر (در ۲٬۱۹۸ خانوار) بوده‌است.